# Pyrausta fraudulentalis
Pyrausta fraudulentalis là một loài bướm đêm trong họ Crambidae.